# Damora sagana
Damora sagana är en fjärilsart som beskrevs av Doubleday 1847. Damora sagana ingår i släktet Damora och familjen praktfjärilar. Inga underarter finns listade i Catalogue of Life.

## Bildgalleri

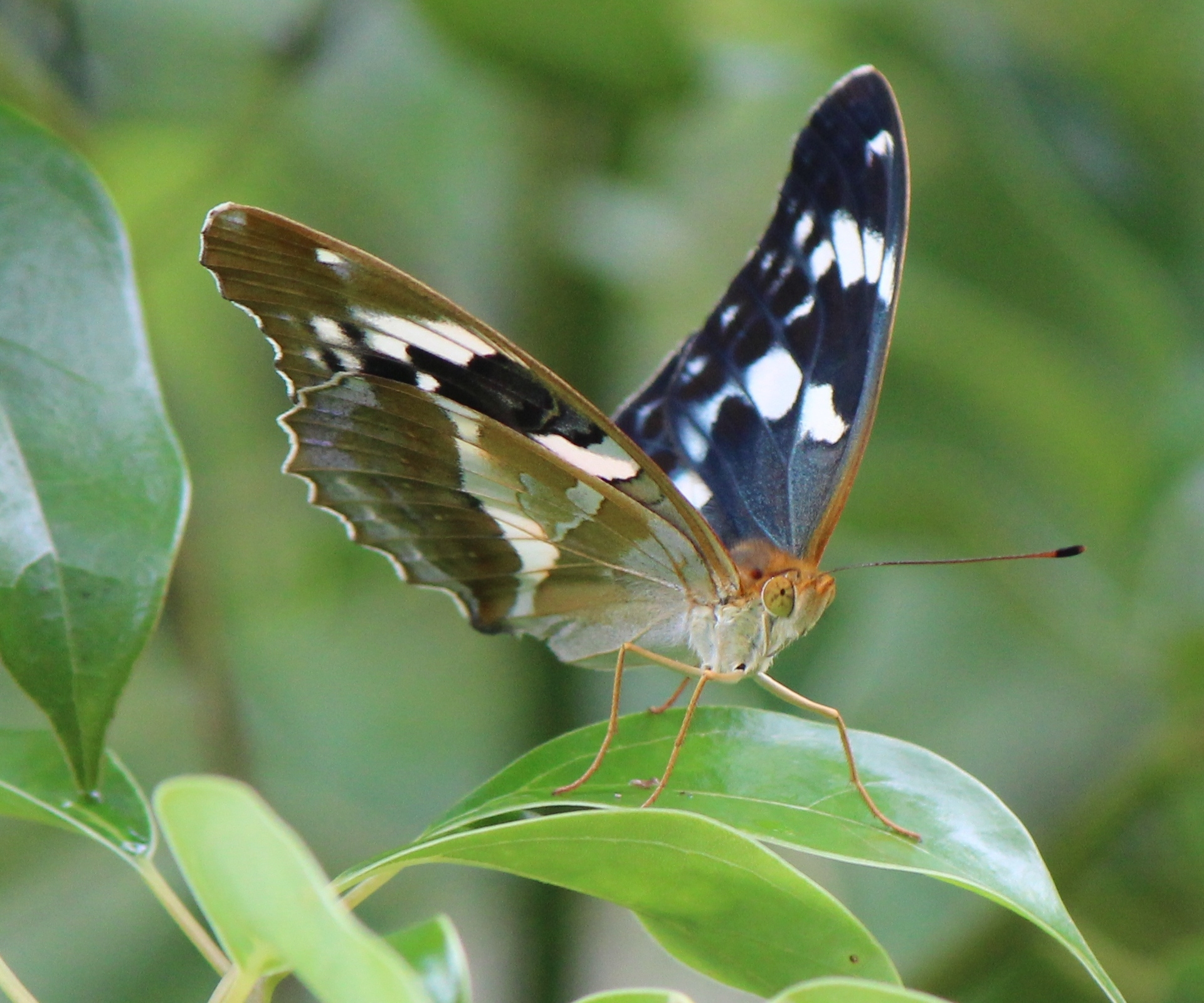
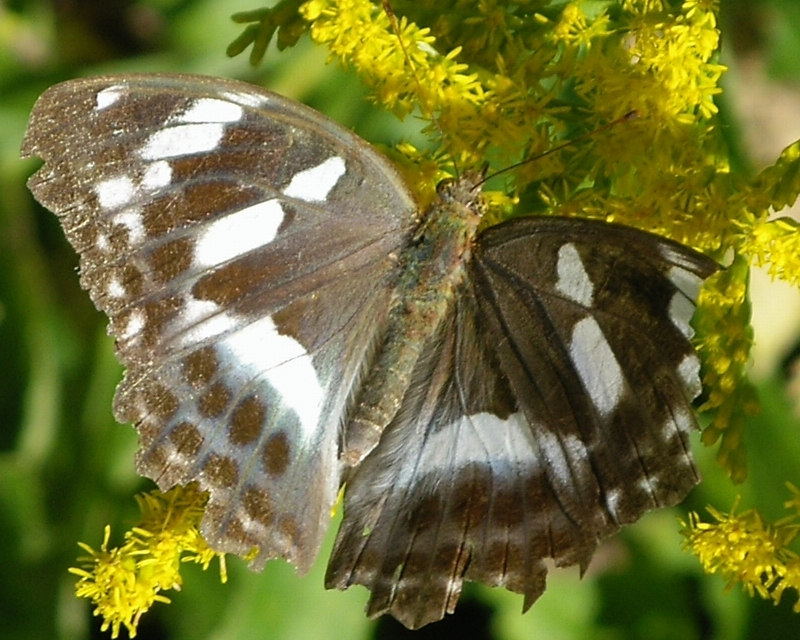